# Hertzing
Hertzing (deutsch Herzing, 1940–44 Herzingen) ist eine französische Gemeinde mit 178 Einwohnern (Stand 1. Januar 2022) im Département Moselle in der Region Grand Est (bis 2015 Lothringen). Sie gehört zum Arrondissement Sarrebourg-Château-Salins.

## Geografie
Die Gemeinde Hertzing liegt am Rhein-Marne-Kanal und seinem begleitenden Bach Gondrexange, neun Kilometer südwestlich von Sarrebourg auf einer Höhe zwischen 265 und 310 m über dem Meeresspiegel. Das Gemeindegebiet umfasst 1,64 km².
Zur Gemeinde gehört auch der etwas südöstlich gelegene Hof la Giraffe.

## Geschichte
Das Wappen von Hertzing belegt die früheren Herrschaften über das Dorf: heraldisch links der Löwe der Familie Lützelburg, heraldisch rechts die Insignien des Domkapitels der Kathedrale von Metz.
Das Dorf kam 1681 zu Frankreich, wurde 1871 deutsch und 1919 wieder französisch. Während des Zweiten Weltkrieges unterstand es der deutschen Besatzung.

### Bevölkerungsentwicklung
| Jahr      | 1962 | 1968 | 1975 | 1982 | 1990 | 1999 | 2007 | 2019 |
| Einwohner | 167  | 160  | 169  | 145  | 146  | 196  | 196  | 183  |

## Sehenswürdigkeiten

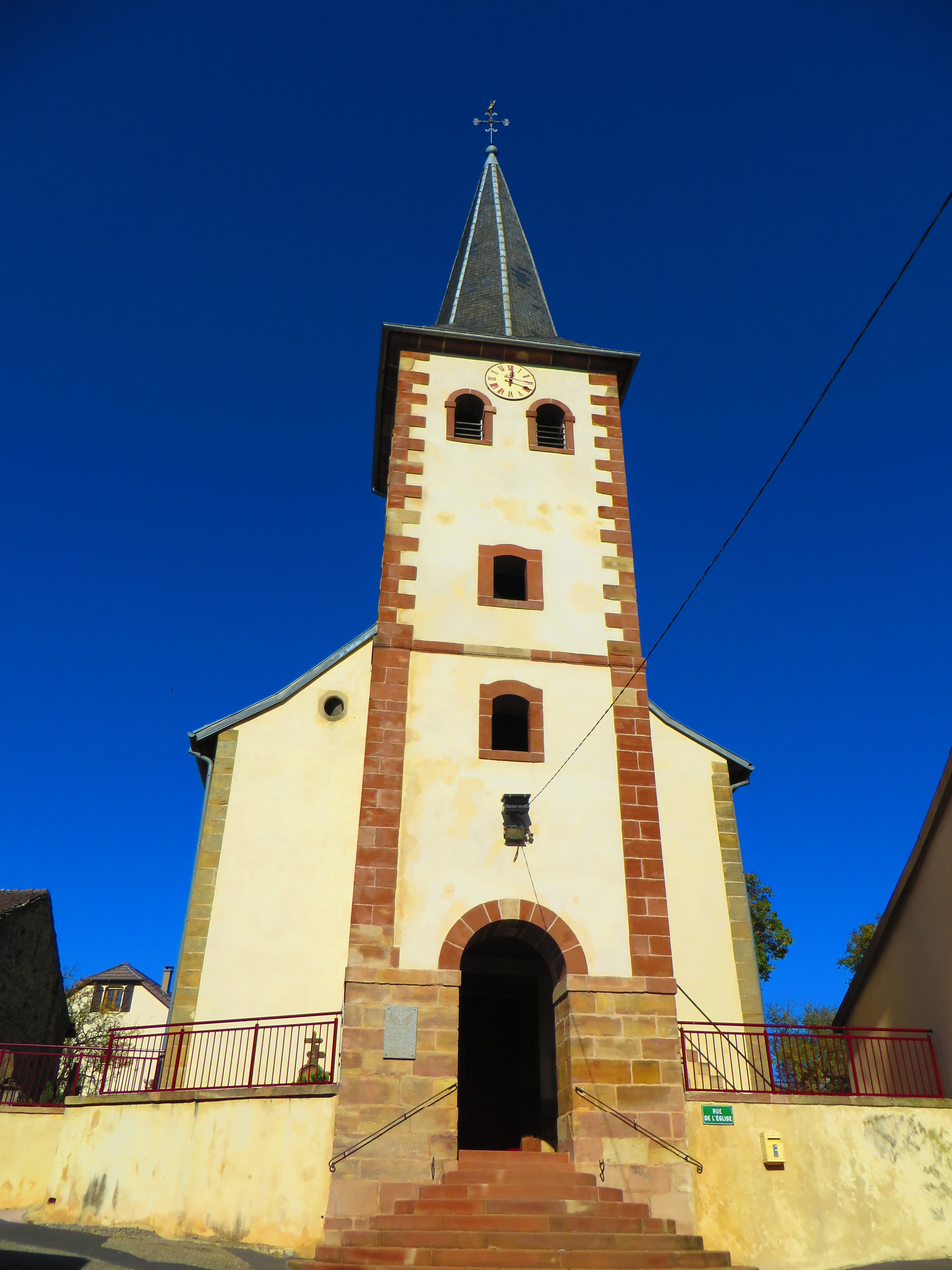
Kirche Saint-Antoine

- Kirche Saint-Antoine

## Belege
1. ↑  Wappenbeschreibung auf genealogie-lorraine.fr (französisch)